# Hermann Tomada
Hermann Tomada (* 22. Februar 1907 in Höchst im Odenwald; † 5. Januar 1990 in Darmstadt) war ein deutscher Maler und Bildhauer, der in Darmstadt lebte und arbeitete.

## Leben

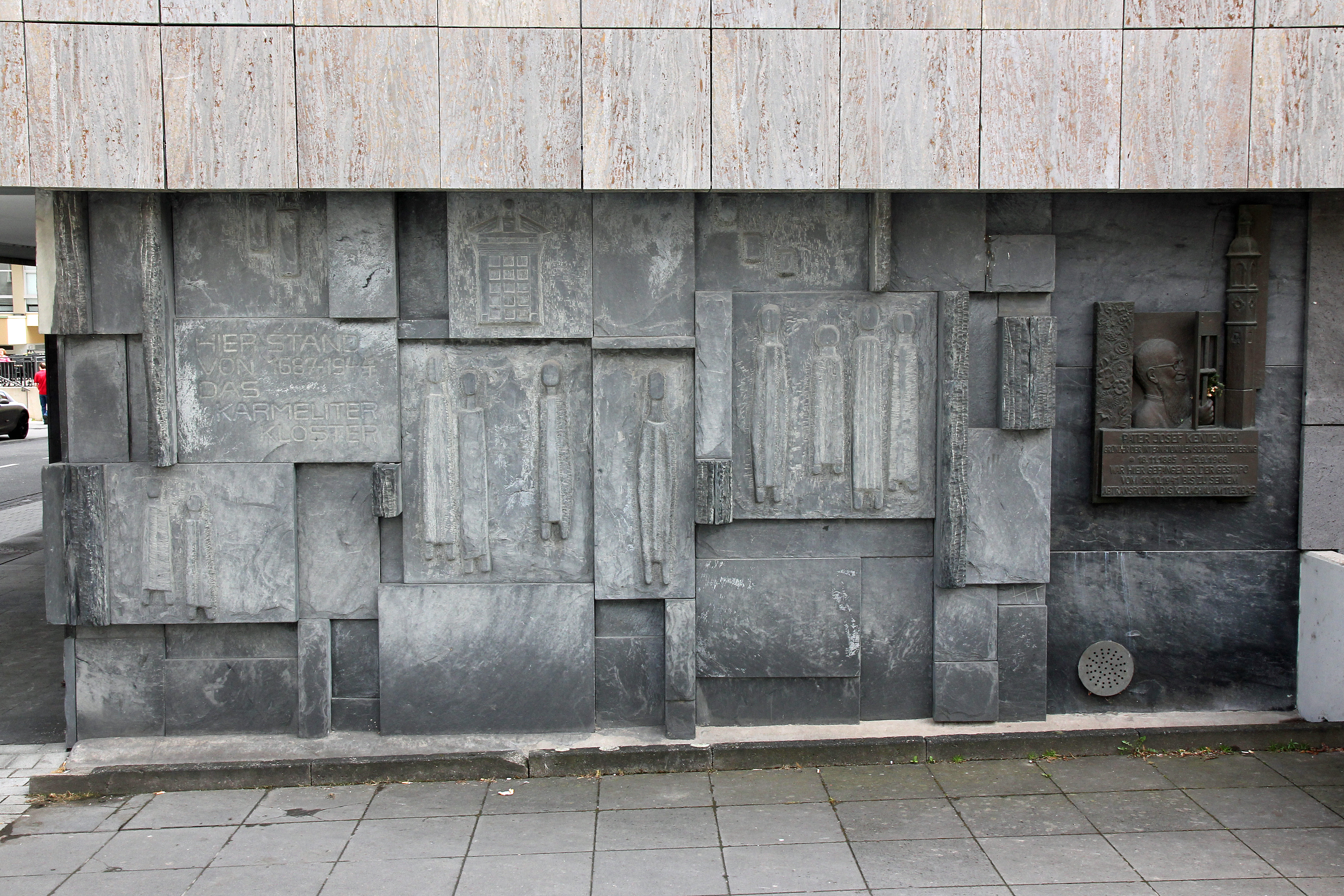
Relief in Erinnerung an die zerstörte Karmeliterkirche in Koblenz, rechts daneben die Gedenktafel für Josef Kentenich

Nach einer Lehre im Maschinenbau studierte Tomada von 1938 bis 1944 Malerei und Bildhauerei an den Kölner Werkschulen. Von 1945 bis 1949 war er als freier Maler und Bildhauer tätig. Von 1949 bis 1956 war er Assistent von Hermann Geibel am Lehrstuhl für Freihandzeichnen und angewandte Plastik an der Technischen Hochschule Darmstadt. Seit 1955 war er Mitglied der Neuen Darmstädter Sezession, 1956 zog er nach Darmstadt, 1960 wurde er Mitglied der Neuen Gruppe Rheinland-Pfalz, 1962 Mitglied im Kreis 60 (Düsseldorf), 1966 Mitglied der Künstlergilde Ulm.
Hermann Tomada wurde auf dem Alten Friedhof von Darmstadt bestattet (Grabstelle: II Mauer 165).

## Auszeichnungen
Tomada erhielt u. a. die folgenden Auszeichnungen und Preise:
- 1969: Master of Fine Art, Fine Art International Association, New York
- 1972: Johann-Heinrich-Merck-Ehrung, Darmstädter Kunstpreis
- 1974: Silberne Palme, International Arts Guild, Monte Carlo
- 1975 und 1976: Mention Speciale, International Arts Guild, Monte Carlo
- 1977: Bronze-Medaille, International Arts Guild, Sektion USA, Monte Carlo
- 1978: Jean-Arp-Prix, International Arts Guild, Sektion Frankreich, Monte Carlo
- 1982: Diploma die Merito der Università delle Arti, Salsomaggiore T., Parma (Italien)